# Terrier irlandais
Pour les trois autres races de terriers irlandais, voir Terrier irlandais (homonymie).
 (juillet 2018).
Certains termes anglais peu courants en français devraient être remplacés par des termes français équivalents mieux connus.
Le Terrier irlandais ou Irish Terrier est une race de chien terrier originaire d'Irlande.
À partir d'un type rustique et utilitaire, la race a été stabilisée puis sélectionnée sur des critères esthétiques. La paysannerie irlandaise, utilisatrice pragmatique de la race, a cédé le pas aux cynophiles anglais du début du XXe siècle, et l'Irish Terrier s'est progressivement détaché de ses origines. Symboliquement, l'abolition de la coupe d'oreilles, dont l'Irish Terrier fut le premier bénéficiaire, marque ce passage du chien d'utilité au chien d'agrément. Très tôt dans l'histoire de l'Irish Terrier, la race s'est scindée en deux blocs géographiques : le Royaume-Uni et l'Amérique du Nord. Suivant l'immigration irlandaise, la race, pour s'installer aux États-Unis et au Canada, a eu recours à des importations massives qui ont privé le berceau de la race de ses meilleurs sujets.
Après les années fastes du début du XXe siècle, la race et les associations qui l'encadrent ont traversé une longue période de désaffection.
L'Irish Terrier a pourtant des atouts qui peuvent séduire. C'est un excellent chien de compagnie, original, de format moyen, robuste et d'entretien relativement aisé. Cependant, sa susceptibilité vis-à-vis de ses congénères peut être un handicap en milieu urbain.
Aujourd'hui, la race reste scindée géographiquement. Les faibles effectifs européens, leur qualité moyenne, et l'isolement des sujets du Royaume-Uni pourraient être à l'origine d'une dérive du type physique de l'Irish Terrier. Le groupe nord-américain, plus étoffé, plus fidèle au standard et sélectionné dans une ambiance de compétition plus stimulante, semble plus à même de soutenir le futur de la race.

## Généralités sur le groupe des Terriers
Rassemblés au sein du troisième groupe par la Fédération cynologique internationale, les chiens de terrier ont un dénominateur commun : la fonction de déterrage des nuisibles réfugiés dans leurs abris souterrains. Remarqués avec étonnement par les Romains envahissant la Bretagne en 55 avant notre ère, ces « petits chiens qui savent suivre leurs proies jusque dans leurs tanières » ne se verront baptisés « terrars » que plus tard. Ils coexisteront longtemps avec les griffons sous le vocable d'agasses (ou agassins).
C'est le médecin de la reine d'Angleterre Elisabeth I, le docteur Keyes, qui, dans son De Canibus Britannicus Liber paru en 1570, les regroupe et les décrit le premier : « Il y a une sorte de chien, que nous nommons terriers, car ils se glissent sous terre pour harceler et mordre le blaireau et le renard ; et ils les déchirent en morceaux avec les dents, profondément sous terre, ou après les avoir tirés à la lumière. »
Ces combats souterrains contre des adversaires redoutables imposaient aux terriers des qualités physiques et morales particulières qui donnent au groupe son homogénéité relative.
Au physique, le type de base du terrier est médioligne, de taille plutôt réduite, possédant un poil court. La queue est écourtée (les oreilles l'étaient autrefois), mais laissée assez longue pour saisir le chien et le tirer hors du terrier.
Bien sûr, ce type initial a évolué et les races constituant le groupe ont acquis des morphologies bien différentiables. Il est cependant une série de format croissant (Lakeland, Fox, Welsh, Irish, Kerry Blue, Airedale), résultant de la sélection patiente des éleveurs britanniques, qui conserve à la fois le type morphologique et le tempérament des cabin curs (« corniauds de cabanes ») de jadis. Parmi ceux-ci, l'Irish Terrier fait figure de moyenne et, proche de ses racines, illustre parfaitement les caractères du groupe. Gardien de la ferme, exterminateur de vermine, il a été sélectionné au travail pour ses caractéristiques physiques et son tempérament, mélange de témérité face à l'ennemi et de douceur vis-à-vis de ses proches.
Ce chien rustique, ardent au travail et à la bagarre, a vu son type physique fixé au début du XIXe siècle, et si les standards de la race ont parfois été âprement discutés, jamais l'intégrité de ce caractère si particulier n'a été remise en question.

## Histoire de la race

### Des origines jusqu'à 1900

#### Légendaire irlandais
L'Irlande, berceau de la race, n'est pas chiche de légendes et il était juste que l'Irish Terrier y joue un rôle. On y raconte que la chienne Parth-Olan, mère de la race, fut ramenée d'Égypte par un marin irlandais et que celui-ci y avait épousé la fille du pharaon.

#### Hypothèses
Il est extrêmement difficile, voire illusoire, de retracer l'arbre généalogique de la race avant le début du XIXe siècle. Cependant, de nombreux auteurs s'y sont essayés et deux hypothèses en ressortent : une théorie allogène et autochtone.

##### Filiation anglaise
Cette théorie allogène, défendue par les amateurs britanniques de la race, fait intervenir le vieux terrier anglais black and tan (« noir et feu »), aujourd'hui disparu et qui sert à la reconstitution de nombreux arbres généalogiques de race canines anglaises. Des apports de terrier écossais, dans sa version ancienne (haute sur pattes) et surtout de Welsh Terrier, auraient ainsi façonné l'Irish Terrier actuel.

##### Filiation irlandaise
« On peut affirmer que la race est originaire du nord de l'île, et dès le départ élancée et fauve ou de couleur rouge. On suppose généralement que l'origine de cette race nordique doit être recherchée dans les croisements de terriers avec le Wolfhound ou des chiens de type Greyhound à poil dur. » « Une de nos opinions est que l'Irish Terrier a existé en Irlande avant que la main des amateurs ne l'ait sélectionné. Je considère qu'un Wolfhound miniature correspond assez bien à la description de l'Irish Terrier. » Ces deux opinions empruntées à des chroniqueurs cynophiles des années 1920, illustrent la théorie autochtone refusant tout apport de sang étranger (c'est-à-dire anglais). Cette théorie cherche à reconstituer l'arbre généalogique de l'Irish Terrier en utilisant uniquement des ascendants irlandais. Tentative louable, mais difficile exercice de style. Les chiens irlandais ne sont que six : l'Irish Wolfhound, le Kerry Blue Terrier, le Soft Coated Wheaten Terrier, l'Irish Terrier, le Setter irlandais et le Glen of Imaël. Maigre parentèle que toute l'histoire postérieure de l'Irish Terrier vient démentir.

#### Certitudes
Avant 1800, il n'existait pas de races de terriers séparées génétiquement. Avec de fortes différences régionales, tout chien d'utilité de bonne taille, ayant le goût de la chasse et de la lutte, ainsi qu'une bonne prise de mâchoire pouvait, pour peu qu'il sache fouir et déterrer la vermine, passer pour un terrier. Personne ne se préoccupait alors d'esthétique, et si tous les chiens d'un même comté avaient des traits communs, on doit l'attribuer à une présélection basée sur les performances de quelques individus réputés localement. Les déplacements de populations limités à la région et la fonction essentiellement domestique des terriers ne favorisaient pas les comparaisons.
Le plus probable est que la vérité se situe entre les deux théories (allogène et autochtone). Il y a eu en Irlande des lignes de chiens autochtones (Soft Coated Wheaten, Kerry Blue et Irish), tous chiens médiolignes sans apport de sang des bassets continentaux. Les vrais chasseurs entretenaient des souches et les paysans appréciaient les qualités multiples de ces chiens de toute utilité. Ce n'est que plus tard que les échanges entre provinces, les déplacements d'individus et les premières confrontations entre les différentes lignées conduisirent à des comparaisons et à des croisements, parfois hasardeux, où intervinrent parfois des races anglaises.
C'est cette situation que découvrirent les premiers amateurs qui s'intéressèrent à la race : une grande disparité au sein de laquelle se côtoyaient des lignées épargnées par les croisements et des lignées fortement mêlées de sang Scottish, Welsh et Black and Tan ; des compétitions locales où primait l'aspect utilitaire du chien et où ses utilisateurs imposaient leurs jugements aux pionniers d'une cynophilie d'agrément. Mais ces esthètes passionnés allaient bientôt s'organiser pour atteindre leurs buts : produire des Irish Terriers conformes à l'image qu'ils en avaient et éliminer de la compétition les fermiers irlandais utilisateurs de la race.

### Evolution récente, de 1900 à nos jours

#### Emergence du type
Au cours de l'année 1874 paraît dans le Live Stock Journal une liste des points de reconnaissance de la race et, en juillet 1875, le portrait de deux chiens appartenant au docteur Mark, supposés être des Irish Terriers. Mais leur appartenance à la race semble soulever quelques questions parmi les premiers amateurs. Parmi ceux-ci, Shaw commente : « Ce dessin doit être conservé comme l'exemple même de ce que la tête de l'Irish Terrier ne doit pas être. Prenons la chienne de gauche, dont j'apprends qu'il doit s'agir de la célèbre Kate : regardons la tête et la face de ce chien. Si la marque du Scottish n'y est pas imprimée, alors je n'y comprends plus rien. Regardez ces poils longs sur le front, partagés par une raie au milieu, et encore ces poils longs sur le museau et la mâchoire, et si cela n'indique pas un croisé Scottish, et à forte dose, je ne sais plus rien des points qui définissent un Irish Terrier. »
Ces deux chiens sont alors considérés, malgré leurs défauts évidents (pour Shaw), comme de purs Irish Terriers, et même comme des exemplaires représentatifs de la race.
En fait, le problème que rencontrent les premiers amateurs est le suivant : définir l'Irish Terrier contre les autres races en voie de reconnaissance, ou déjà reconnues et pour ce faire, éliminer les caractères pouvant rappeler celles-ci. L'Irish Terrier n'est encore qu'une ébauche qui va surtout acquérir ses caractères morphologiques par opposition avec les autres terriers. Aussi, quand Ridgeway, dans le même Livestock Journal, explique que « Les Irish Terriers sont encore inégaux. il reste à trouver, en Irlande, une lignée de terriers n'ayant pas reçu de sang étranger », on peut se demander quel chien il a en tête.
Dans le même temps, les utilisateurs de la race, paysans et chasseurs, continuent de pratiquer ce mélange de sang en définissant petit à petit le caractère de la race. « Maintenant, et bien qu'il ait été le terrier national irlandais, force est de constater que la race est restée trop longtemps entre les mêmes mains. » Il s'agit bien sûr des mains de la paysannerie irlandaise. « Ils élèvent sans standard et, gardant les chiens pour le travail, s'ils pensent qu'un croisement avec le Mick du voisin arrangerait leurs affaires, alors ils ne se préoccupent pas de pedigree, polluant ainsi la race avec des apports de sang étranger, et surtout de Scottish. » Dans les années 1870, les premières classes d'irish Terriers commencent à se présenter dans les expositions canines irlandaises. Là, les amateurs esthètes et les rudes utilisateurs de la race s'opposent sur ce que doit être un Irish.
Pour des raisons qui nous semblent évidentes, seules les récriminations des premiers nous sont parvenues. Mais les jugements semblent prouver que c'étaient bien les seconds qui obtenaient gain de cause, et le caractère irlandais nous laisse imaginer au prix de quelles empoignades. Shaw s'indigne, par exemple, des déconvenues de Sport, à M. Jamison, selon lui l'idéal de l'Irish Terrier. « Il faut signaler que ce chien [Sport] n'a si souvent concouru que pour être à chaque fois surclassé par des corniauds qui n'auraient même pas dû être autorisés à se présenter contre lui. » Et il nous décrit ainsi Stinger, vainqueur au concours de Lisburn en mai 1875 : « Dos long, pattes courtes, robe gris-bleu, pattes fauves, pieds blancs, panard et tout rempli de sang écossais. » Primé malgré tout, Stinger devait posséder de solides qualités de chasseur, de ratier, de bagarreur qui, dans l'esprit des utilisateurs de la race alors majoritaires, compensaient largement ces défauts esthétiques criants.

#### Affirmation des caractères
Il est probable que, de concours en concours, une sélection s'effectua sur la base des points de sélection établis par Ridgeway, sous la pression des esthètes. Les membres de la paysannerie qui avaient été attirés par la compétition furent progressivement écartés par l'organisation même des expositions et par les contraintes qu'elles imposaient.
À Dublin, en mars 1876, le gagnant, Boxer, fut engagé « éleveur, propriétaire et origines inconnus » s'indigne Shaw, tout en constatant amèrement qu'il s'agit là « d'un trait typiquement irlandais. » Lors de la même compétition, Shaugraun fut présenté avec la mention suivante : « élevée par un membre de la célèbre garde de nuit de Limerick. Son pedigree est trop long pour être rédigé, mais les personnes intéressées peuvent se présenter au poste de garde, où il est très probable qu'on le leur donnera. » Et Shaw, scandalisé, de constater qu'un éleveur irlandais peut s'avérer incapable de retrouver les origines de son chien.
Alors qu'en 1875, Sport, type idéal de l'Irish Terrier selon Shaw, doit encore lutter pour faire valoir sa plastique face à de robustes chiens de ferme, dès 1879, les concours ne regroupent plus que des exemplaires se rapprochant de son type. Entre l'exposition de Dublin (mars 1875) et celle de Newtonards (1878), les choses ont bien changé. Lors de la première, nous dit un compte rendu, « longues pattes, courtes pattes, poils ras, poil dur, petites têtes et longs museaux, tout le monde était là. » Lors de la seconde, l'œil « parcourant les rangs, n'avait plus lieu d'être offensé, la majorité des bâtards ayant disparu. »
1879 voit la naissance de l'Irish Terrier Club et l'apparition des ancêtres de la race actuelle : Killiney Boy et Erin. Les puristes ont en effet retrouvé, au sud de Dublin, dans le comté de Wicklow et à Ballymena, dans le comté d'Antrim, des souches préservées de croisements dont ils avaient besoin pour régénérer la race.
Mais le type de chien considéré alors comme le parangon de l'Irish Terrier est encore très loin de celui que nous connaissons aujourd'hui et des chiens comme Killiney Boy ou Erin ne seraient pas admis à concourir actuellement, la pureté de leurs origines restant sujette à caution. Quoi qu'il en soit, ces deux chiens étaient à l'époque les modèles de l'Irish Terrier, et des documents nous permettent de voir quel aspect la race présentait à ce moment. Erin était née à Ballymena et, découverte par William Graham lors d'une exposition à Dublin, fut achetée, bien que ses origines soient inconnues. Elle était alors la meilleure chienne d'exposition et « l'exemple né de ce qu'un Irish Terrier devait être. » Connue sous le nom de Vic, elle était décrite comme « débordant de qualités, avec une tête longue, une expression calme et éveillée, un poil dur et de couleur rouge, une excellente ligne et une queue haut placée. »
Killiney Boy, quant à lui, eut quelques succès d'exposition, mais il reste surtout dans les annales comme un excellent étalon. D'ascendance Welsh par sa mère — un terrier noir et feu nommé Jess — sa robe était largement marquée de noir, avec notamment une large raie noire le long de l'échine. Son museau était pointu, son cou épais et court et ses oreilles coupées, comme c'était l'usage à l'époque. Seuls quelques chiens aux oreilles particulièrement petites échappaient à l'essorillage, destiné à éviter les blessures et leurs longues cicatrisation, problème récurrent chez ce chien naturellement enclin à la bagarre. La queue était également coupée très court, pour les mêmes raisons.
L'influence de ces deux chiens (Erin et Killiney Boy) fut si grande dans l'établissement de l'Irish Terrier moderne que le pedigree de Belfast Rufus, publié en 1906, contient, sur huit générations, vingt-huit fois le nom de Killiney Boy et vingt-cinq fois celui d'Erin.
Leurs premiers descendants, Playboy, Gerald, Pagan II, Poppy, Peggy et Pretty Lass deviendront tous célèbres en exposition. Planifiés par Graham, les croisements de ces premières générations aboutirent à une lignée appelée « lignée de Breda ». Certains de ses membres exhibaient encore les marques sombres de leurs ancêtres Welsh, comme en témoigne cette description : « Il était parfait. Fils de Pagan II, il avait les yeux cernés de noir, un museau noir comme du charbon, mais aussi, caractéristique des chies de cette époque, les plus noires des oreilles, un trait aujourd'hui disparu et qui, dit-on, ne doit jamais réapparaître. »
La couleur de la robe n'a pas été tout de suite le point de ralliement des défenseurs de l'irish Terrier. Ayant encore fort à faire pour stabiliser la silhouette générale du chien, ils considèrent tardivement que la robe peut aussi intervenir comme élément de sélection.
Jusque dans les années 1880, les couleurs les plus variées sont acceptées. Gris-bleu pour Stinger, vainqueur des années 1970 et même blanc pour le gagnant de l'exposition de Belfast, Slasher, en juillet 1875, présenté comme « un Irish Terrier blanc, un magnifique chien de chasse sur terre et à l'eau ».
Parmi les descendants de Killiney Boy et d'Erin, Poppy et sa lignée expriment avec constance cette couleur rouge et chaude qui, chère au cœur des irlandais, devient rapidement un point de discussion entre éleveurs, jusqu'à ce que soit adoptée la robe uniformément rouge, sa teinte pouvant aller « de la couleur du maïs à celle d'une brique irlandaise toute chaude sortie du four ». Dès lors, les marques sombres, impossibles à cacher, sont rapidement éliminées.
Le grand Irish Terrier de la lignée de Breda est, dans les générations suivantes, Ch. Brickbat[Quoi ?], chien d'exposition et étalon très demandé qui, lui aussi, participe à de nombreux pedigrees contemporains. Breda Mixer, Breda Muddler perpétuent les qualités de la lignée tant en exposition que comme reproducteurs jusqu'au début du XXe siècle.
C'est donc entre 1875 et 1880 que les amateurs fixent approximativement le type de chien qu'ils désirent voir en exposition, selon des critères essentiellement esthétiques. Considérant la ligne du chien (absence de bassétisme), la nature de son poil (court et raide) et, en dernier lieu, l'uniformité de la robe (variantes de rouge), ils définissent un type physique encore rustique et variable, proche de ses origines campagnardes et utilitaires (essorillage, queue écourtée). Volontairement ou non, ils ont aussi sélectionné un caractère, une psychologie, qui deviendront pour la race un atout, au point de figurer en tête du standard.

#### L'Irish Terrier actuel
Entre le chien à la face pointue, au corps ramassé et aux oreilles écourtées qui fréquente les expositions de la fin du XIXe siècle et des représentants actuels de la race, une évolution patiente a été nécessaire, avec une étape marquante : le vote de la loi contre la coupe d'oreilles.

##### L'anti-cropping law
Pour comprendre le mouvement qui donne naissance à cette interdiction, il est bon de se replacer dans la perspective d'une époque où la coupe d'oreilles, pratique traditionnelle servant de moins en moins à son but utilitaire pouvait, à juste titre, passer pour barbare.
« Cette coutume barbare est de celles que l'on verrait avec plaisir tomber en désuétude. La nature n'a rien fait en vain. Des différentes parties constituantes du corps, les unes ont un but d'utilité, les autres servent d'ornement. Ce n'est que par mauvais goût que l'on a pu penser que des mutilations ajoutaient à la beauté quoiqu'il n'en résultât aucun avantage. » Ainsi s'exprimait déjà dans son Traité des maladies des chiens, Delaboe-Blaine. Ne pouvant alors lutter contre cette pratique, l'auteur se borne à dispenser des conseils sur la manière de procéder et sur les erreurs à éviter. « Les jeunes chiens ne doivent pas avoir les oreilles coupées avant qu'ils n'aient atteint quatre à cinq semaines. Plus tôt, elles repoussent de nouveau et l'amputation ne peut être aussi bien dirigée que quand les oreilles sont bien développées. C'est une pratique barbare que de les arracher en tenant le chiot par les oreilles et en le faisant tournoyer. L'opération ne réussit jamais aussi bien que lorsqu'elle est réalisée avec des ciseaux, qui doivent être grands et forts. Quand un chien a les oreilles coupées, on lui ampute également une partie de la queue. Les amateurs la coupent ordinairement avec les dents, mais il serait à souhaiter que ces gens aient une plus ample dose de connaissance et d'humanité. »
Les mœurs brutales de la cynophilie débutante heurtaient la sensibilité des gentlemen qui s'engageaient dans ce loisir avec des âmes d'esthètes. Dès l'année 1880, le problème de la coupe d'oreilles est abordé lors de la réunion générale du Club créé. Il ne sera résolu qu'en 1889 et trois grandes étapes marqueront l'évolution des mentalités et la bonne volonté du Kennel Club sur ce point.
Première étape, l'exposition de Crystal Palace, à Londres, le 2 avril 1880. Un prix y est décerné au meilleur chiot Irish Terrier à oreilles intactes. Mais ce n'est encore qu'un accessit destiné à calmer les revendications de quelques âmes sensibles. La seconde étape est franchie lorsque le Club prend, en 1887. la décision suivante : « Aucun prix, récompense ou coupe ne peut être décerné à un Irish Terrier né après le mois de juillet de cette année, s'il a les oreilles coupées. » Dernière étape, enfin, en 1889 : à l'initiative du docteur Barnett, il est décidé que « tout chiot né après le 31 décembre 1889 doit avoir les oreilles intactes, faute de quoi il ne sera pas admis à concourir,. »
En l'espace d'une dizaine d'années, le petit terrier rustique et chasseur de vermine, sorti d'une cour de ferme irlandaise, a attiré l'attention sur la cruauté de pratiques ancestrales fondées sur des critères d'utilité. En promulguant l'anti-cropping law, les cynophiles consacrent une rupture. celle qui sépare désormais les races rustiques de leurs origines et de leurs maîtres d'autrefois ; celle qui sépare le chien d'utilité du chien d'agrément.

##### La question du poids et de la taille
Ce point a toujours été très discuté (il l'est encore), et, là aussi, il semble que l'Irish Terrier se définisse petit à petit par opposition avec les races concurrentes. Dans son groupe de terriers anglais à poils durs, dans une gamme de format croissant du Fox à l'Airedale. L'Irish Terrier s'est glissé là où il restait une place. Les mensurations des standards de 1888 sont les mêmes que celles du standard actuel pour la taille (18 inches, 45 cm) et pour le poids (mâle 27 livres. 12,2 kg; femelle 25 livres, 11,3 kg). II s'agit pourtant le plus souvent de vœux pieux et ces limites ont souvent été dépassées.
Des années 1870 à la fin des années 1890, les différences de taille et de poids étaient si importantes qu'un court refrain courait le monde cynophile, ayant pour cible l'Irish Terrier : « It's a wonderful dog they are breeding now : small as a flea or large as a cow » (« c'est un chien fantastique qu'on élève aujourd'hui, aussi petit qu'une puce, ou aussi gros qu'une vache »). En effet, les chiens présentés en expositions variaient alors en poids de 9 à 40 livres (4 à 18 kg). En 1887, l'Irish Terrier Club inscrivit au standard de la race les poids suivants : 24 livres pour un chien, 22 livres pour une chienne (respectivement 10,8 kg et 9,9 kg). Mais cette décision n'enterre pas le débat et des chiens excédant largement ces poids continuèrent à concourir, et souvent à gagner. Et la polémique de continuer entre les partisans de mensurations strictes et les tenants d'une politique plus souple. Les premiers cherchent surtout à limiter les mensurations pour conserver à l'Irish Terrier sa place dans l'échelle des grandeurs entre le Fox et l'Airedale. Les seconds pensent que ces limites n'étaient qu'indicatives et qu'il était dommage de disqualifier, pour quelques centimètres, ou pour une livre, un élément prometteur, tandis qu'un animal médiocre, mais standard, serait encouragé.
Cette interprétation survit dans le texte même du standard irlandais aujourd'hui en vigueur, comme nous le verrons plus loin. En 1922, l'Irish Terrier Association passa une résolution selon laquelle « aucun chien de plus de 27 livres, et aucune chienne de plus de 25 livres ne sera autorisé à se présenter aux compétitions. Les propriétaires sont priés de se munir d'un certificat signé d'un vétérinaire et attestant le poids du chien. » Une demande est même faite au Kennel Club pour obtenir des balances sur les rings d'exposition. L'Irish Terrier Club, quant à lui, optera pour une solution plus souple, conservant les mêmes limites de poids. mais plutôt comme indication que comme caractère éliminatoire.
L'histoire récente de l'Irish Terrier se confond avec celle de ses éleveurs. À travers l'évolution des structures d'élevage, se dessinent les hauts et les bas de la race. À travers les conflits qui agitent le monde des amateurs, se dévoilent des divergences sensibles quant à révolution de la race.

## Structures de l'élevage

### L'Irish Terrier Club

#### EnGrande-Bretagne
Le besoin d'une organisation capable de fixer les points de reconnaissance de la race, de les faire appliquer, et de guider son évolution en réduisant les différences de format et de couleur, s'est fait très tôt sentir dans le petit monde de l'Irish Terrier. Dès le milieu des années 1870, une correspondance régulière s'échange entre les éleveurs irlandais et anglais, aboutissant, 29 mars 1879, à un premier rassemblement à l'occasion de l'exposition de Dublin. La première démarche commune qui rassembla ces amateurs fut la rédaction d'une adresse au Kennel Club, pour demander la nomination d'un juge spécifique pour l'Irish Terrier, ou, à défaut, le jugement par un juge de Fox Terriers. Dans l'enthousiasme de cette première action commune, une motion appelant à la création d'un club. présentée par M. Graham. de Belfast, et M. Carey, du Comté de Carlow, fut adoptée à l'unanimité.
Un mois plus tard, la fraction anglaise des amateurs d'Irish Terriers répétait la même scène, à Londres, adoptant les mêmes règles et statuts. À la fin de l'année l879, le club comptait cinquante-deux adhérents, auxquels furent proposés, l'année suivante, la liste des points établis par Ridgeway, et qui, adoptée par vingt-quatre des membres, allait devenir la base du standard de la race. Dès cette époque, la moitié des membres de l'Irish Terrier Club est anglaise, et la nomination, en 1881, du Vicomte Castelrosse à la présidence du club, semble consacrer le détachement rapide de la race de ses origines géographiques et sociales.
Outre les discussions sur le poids et la taille, évoquées dans chaque compte-rendu de réunion, le club travaille à rétablissement d'un livre d'origines. En 1893, il rassemble deux cent vingt individus, un nombre qui témoigne du succès grandissant de la race, promue par le dynamisme des premiers amateurs. Jamison, Graham, surnommé l'ambassadeur d'Irlande en raison de ses nombreux va-et-vient entre le berceau de la race et sa terre d'adoption.
La participation active et les articles élogieux et documentés du londonien George Krehl, éditeur du journal The Stockkeeper, furent aussi des atouts pour la diffusion de l'Irish Terrier. Les années 1880 furent, pour le club, celles du combat d'avant-garde pour l'abolition de la coupe d'oreilles. Encore une fois, un anglais, Barnett, était à l'origine du mouvement.
Vers 1905, la race était assez forte pour que son club publie quatre numéros par an d'une revue exclusivement consacrée à l'Irish Terrier. The Irish Terrier Review devient pendant quelques années la tribune où l'on discute les points du standard, les erreurs de toilettage, les robes et leurs défauts, et, bien sûr, l'éternelle incompétence des juges. Les pratiques frauduleuses, comme la teinture utilisée pour rougir le poil, y sont dénoncées, et on retrouve, tout au long de la revue, les mêmes sujets de préoccupation qui agitent aujourd'hui les amateurs. Le succès de la race, l'augmentation du nombre d'adhérents au club, des divergences d'opinions et des querelles de personnes provoquèrent, en 1911, l'éclatement du club. et la fondation de l'Irish Terrier Association concurrente.
L'éparpillement des bonnes volontés, les caprices de la mode, et les restrictions économiques de la Première Guerre mondiale marquèrent un coup d'arrêt à l'expansion de l'Irish terrier. Après avoir menacé la suprématie du très populaire Fox Terrier, la race semblait terminer sa carrière anglaise, tandis qu'outre-atlantique, les immigrants irlandais assuraient la promotion et le succès de leur chien national. L'Irish Terrier Club ne survécut pas à ses dissensions, et bientôt, seule l'Irish Terrier Association reprit le flambeau de la race,.

#### EnAmérique du Nord
La popularité de l'Irish Terrier dans son pays d'origine fit qu'il ne tarda pas à traverser l'Atlantique. Importé aux États-Unis dès 1870, il ne s'y implanta vraiment que vers 1880. si l'on considère la première apparition en concours, celle de la chienne Kathleen, à M.Watson. L'année suivante, le Westminster Kennel Club ouvrit pour la première fois une classe d'Irish Terriers. Les supporters américains de la race ne tardèrent pas à se regrouper pour en défendre les intérêts. Le 18 décembre 1896, trois amateurs, Parker, Donner et White créèrent l'Irish Terrier Club of America (ITCA).
La première réunion du club se tient au Madison Square Garden le 23 février 1897, et réunit douze membres, qui adoptent immédiatement le standard anglais, y compris l'interdiction de la coupe d'oreilles. L'importation de sujets irlandais croit alors sans discontinuer jusqu'à 1914, puis diminue alors que Boston, Philadelphie et New York sont devenues entre-temps des centres de production d'Irish Terriers. La suprématie des sujets natifs d'Irlande sur les Irish Terriers américains fut longtemps la règle. Ce n'est qu'en 1912 qu'elle est officiellement brisée par la victoire de Thorncroft Marksman, meilleur de race au Westminster Kennel Club Show. Mais bien avant, la chienne Milton Droleen, appartenant à un des membres fondateurs de l'ITCA (Donner), surclassait régulièrement les sujets importés. Elle fut elle-même exportée vers l'Angleterre en 1895, où elle fut immédiatement surnommée « l'Erin américaine ». Le Canada prit aussi part aux débuts de la race dans le Nouveau-Monde. Important des sujets irlandais, les canadiens participèrent régulièrement aux expositions américaines, et produisirent des sujets exceptionnels, comme Celtic Badger, champion du début du siècle, et les produits des affixes Newtonards et Ballycliff, parmi les meilleurs des années 1930 et 1940.
Le succès de la race aux États-Unis, dans les années 1920, doit sans doute beaucoup aux deux livres de Jack London (1876-1916) où il choisit pour héros des Irish Terriers. Jerry of the Islands et Michaël, Brother of Jerry, traduits en français sous les titres « Jerry dans l'île » et « Michaël, chien de cirque », constituent en effet de véritables panégyriques de la race. Chaque embûche, placée sur le chemin des deux héros, n'est qu'un prétexte à faire valoir les qualités, réelles ou supposées, de l'Irish Terrier. Les deux romans, écrits dans la ligne du célèbre « Croc-Blanc », contribuèrent à faire connaître la race, augmentant la demande en Irish Terriers, et stimulant son élevage et sa sélection. Cette expansion subit un coup d'arrêt au début des années 1930. et durant la Seconde Guerre mondiale. Par la suite, la race se maintint, jusque dans les années 1960, où elle reprit une lente croissance. Les membres de l'ITCA étaient 139 en 1928, 84 en 1941, 190 en 1976 et 300 en 1986.
La composition de l'ITCA s'est modifiée au cours des années. Exclusivement masculin à ses débuts, il a vu la participation féminine augmenter progressivement. Aujourd'hui, le club est majoritairement féminin, tant à la base qu'au sommet. La structure de l'élevage s'est transformée également, passant de quelques grands chenils à de nombreux petits élevages.
L'ITCA est membre de l'American Kennel Club, et le représentant officiel de la race aux États-Unis. Il parraine également les organisations régionales qui se sont formées à travers le pays. Les Irish Terrier Club (ITC) actifs à ce jour sont les suivants : ITC Chicago, ITC New York, ITC Northern California, ITC Southern California, ITC Greater Détroit, ITC New Jersey. En 1922, l'Irish Terrier Club of America commença à organiser une exposition spéciale le jour précédant l'ouverture du Westminster Kennel Club Show. Depuis 1960, une autre spéciale se tient à l'automne, à Montgommery County (Pennsylvanie), et, depuis 1975, une spéciale tournante alterne entre la Californie et le Midwest. Ces épreuves sont accompagnées de concours d'obéissance,.

### L'Irish Terrier Association
Fondée en 1911, lors d'une réunion d'amateurs d'Irish Terriers à Londres, l'Irish Terrier Association (ITA) est le fruit d'une réaction contre l'Irish Terrier Club, et ses premiers règlements témoignent de la sévérité des luttes d'influences qui ont amené sa création. L'ITA arrête que : « aucun membre du comité de l'ITA ne peut être membre d'un autre club de la race et que, bien que l'Irish Terrier Club ait publié une liste de juges agréés, aucune liste de juges ne sera jamais admise. »
On comprendra mieux les motivations des membres fondateurs de l'ITA quand on saura qu'aucun d'entre eux ne se trouvait sur la liste incriminée. La composition du comité directeur de l'ITA peut aussi donner une idée sur la nature des conflits qui divisaient le monde de l'Irish Terrier, et on ne sera pas surpris d'y retrouver l'opposition qui présidait à la naissance de la race : Marquis de Breadalbane, président. Comte de Lonsdale, Lord Breville, Lord Dewar, Major Général Sir Poster Newland, vice-présidents. Le nombre des adhérents se montait à 84 dès la première année, attestant de la vitalité de la race en Angleterre, à une époque où le roi Edouard VII lui-même possédait un Irish Terrier, et en faisait faire le portrait.
La Première Guerre mondiale donna à l'Irish Terrier l'occasion de s'illustrer dans un domaine qui lui était alors inconnu, et c'est en tant qu'agent de liaison qu'il participa au conflit. Appréciés pour leur rapidité et leur capacité d'initiative, « les Irish Terriers ont fait, en service, plus que leur part de travail ». Mascotte de plus d'un régiment, l'Irish Terrier y gagna en reconnaissance et en publicité, et la race, dans les années 1920, bénéficia sans aucun doute de ce coup de projecteur involontaire.
Mais la récession économique des années 1930 n’épargna pas l'ITA, ni ses filiales régionales. Au moment même où les conditions économiques devenaient plus difficiles, la cynophilie s'engageait dans le chemin du professionnalisme. Dans cette mauvaise conjoncture, les nouveaux venus voyaient souvent leur enthousiasme refroidi par les éleveurs en place, et, ne recevant pas l’aide indispensable à leurs débuts, étaient souvent contraints de renoncer.
Cette situation, associée à l'exportation massive des sujets de valeur vers l'Amérique du Nord, fut fatale à l'Irish Terrier et à l'ITA. Elle eut beau abroger les exclusives de 1911, et jouer la carte de la réconciliation pour rassembler les bonnes volontés de l'Irish Terrier Club moribond, rien n'y fit. La race et les organisations qui la chaperonnaient commençaient alors un long purgatoire, à tel point que, dans les années 1930, on pensait l'Irish Terrier et ses partisans totalement disparus en Angleterre. L'assemblée générale de l'ITA de 1937 rassemblait péniblement quatre adhérents.
Une dernière tentative pour sauver la race de l'oubli fut celle de Cordon Selfridge. propriétaire d'un grand magasin sur Oxford Street, à Londres. II offrit à l’ITA un étage de son magasin, pendant les fêtes de Noël 1933, pour y organiser une présentation d'Irish Terriers. Les meilleurs chiens et chiennes, vingt-deux animaux en tout, dont douze champions, furent présentés toutes les deux heures, dans un ring spécialement décoré, par des assistants vêtus de costumes folkloriques irlandais. Malgré la brochure distribuée à l'entrée, où l'on trouvait les noms et adresses des éleveurs d'Irish Terriers d'Angleterre et d'Irlande, les ventes n'augmentèrent pas, et les bonnes volontés s'épuisèrent.
Les enregistrements d'Irish Terriers en 1933 avaient chuté à 450 (comparés aux 1149 de 1923) et les amateurs se plaignaient des exportations vers les États-Unis et le Canada. Si elles apportaient aux éleveurs un gain substantiel, elles privaient en effet la race de ses meilleurs représentants, créant sur les rings un manque d'émulation et une baisse générale de qualité préjudiciable à l'image de l'Irish Terrier. En 1930, il restait environ dix étalons de haut niveau en Angleterre, appartenant à seulement cinq lignées différentes.
Les sociétés régionales représentant la race (Northern Irish Terrier Club, Southern Irish terrier Society, Irish Terrier Club of Scotland), ne supportèrent pas l'isolement et le manque d'émulation et de directives créé par la quasi-disparition de l'ITC et de l'ITA. La plupart d'entre elles se dissipèrent également. Mrs Howard-Jones (toujours active, affixe Breezy) maintint l'ITA seule, de 1939 à 1945. Ne restait plus, pour soutenir la race, que l'action de quelques amateurs passionnés, mais isolés, maintenant cependant, dans des conditions proches des origines, les Irish Terriers qui devaient permettre le redémarrage lent du début des années 1950.
Lentement, les amateurs se regroupaient, et l'ITA renaissait alors de ses cendres, essaimant même outre-mer, notamment dans les pays du Commonwealth (cf. Chapitre III, Effectifs).

### All Ireland Irish Terrier Club (AIITC)
L'AIITC, fort d'une cinquantaine de membres, regroupe les amateurs irlandais, qu'ils appartiennent à la république d'Irlande ou à l'Irlande du Nord.
Après le naufrage de l'ITC, les amateurs irlandais d'Irish Terrier se souciant peu de tomber sous la coupe de l'ITA, continuèrent à entretenir des relations informelles. Ce n'est qu'au début des années 1960. sous l'impulsion de MM. Sweeney et Delaney, qu'une organisation pris corps, dont l'existence resta longtemps épisodique. Elle s'occupait essentiellement de préparer l'exposition annuelle de Dublin (deuxième samedi de mai). Aujourd'hui encore, et bien que l'AIITC ait une existence continue depuis 1972, ses activités restent réduites. Le peu de goût pour l'organisation, dont se plaignait déjà Shaw en 1890, est toujours une caractéristique irlandaise. Les membres de l'AIITC résidant en Ulster sont, pour la plupart, membres de l’ITA.

## Élevage et effectifs

### Élevage

#### Qualités et aptitudes
L'Irish Terrier, chien de toute utilité dès l'émergence de la race, a gardé, grâce à la vigilance de ses défenseurs, toutes ses potentialités intactes, et il n'est que de le replacer dans les conditions requises pour le voir exprimer totalement ses multiples capacités.

##### Chasse
Réputé pour son habileté à déloger les fouisseurs dans leurs terriers, l'Irish Terrier est spontanément un chasseur de vermine. Quand il chasse pour son propre compte, il laisse rarement une chance au gibier qu'il déloge. Ratier de première force, il est aussi un redoutable fourrageur, délogeant le lapin et le lièvre sans tenir compte de l'épaisseur des fourrés où ils peuvent se réfugier. En couple, l'Irish Terrier travaille méthodiquement, partageant la tâche : l'un des deux fourrage le buisson, tandis   que   l'autre   guette   la   sortie   du   gibier. Utilisé pour une variété de gibier à poil, l'Irish Terrier était surtout reconnu pour son travail au renard et au blaireau, les logeant et les harcelant au terrier avec une hargne unanimement appréciée. « Il est fréquent de partir au renard sans avoir de chien de terrier avec soi. Simplement, quand on en a logé un, on fait chercher à la ferme la plus proche un Irish terrier, et si c'est un véritable Irish, qu'il soit dressé ou non, il fera parfaitement le travail qu'on attend de lui ». Ce témoignage met l'accent sur la spontanéité des talents de la race, pour le déterrage, sinon pour le pistage. Si son nez n'égale pas celui d'un Braque ou d'un Pointer, l'Irish Terrier tient sa place au lièvre et au lapin, et cherche et rapporte le gibier comme un honnête Retriever. Mais sa tendance naturelle à abîmer le gibier, bien qu'elle puisse être aisément contrecarrée, n'en fait pas le favori des chasseurs. Au travail au canard, il s'avère efficace, très bon chien de rapport, bon nageur, ne craignant pas l'eau, et pourvu d'un sous-poil suffisamment épais pour être protecteur. Ces qualités de chien d'eau l'ont aussi fait employer pour chasser la loutre et le raton-laveur en Amérique du Nord. Mais son utilisation actuelle sur le terrain reste cependant anecdotique, et c'est surtout comme chien de compagnie que l'Irish terrier est aujourd'hui reconnu.

##### Chien de compagnie
Depuis toujours, la loyauté de l'Irish terrier est soulignée dans le standard comme un des traits dominants de son caractère. Gardien des fermes irlandaises, il devait voisiner avec une nombreuse marmaille et tolérer, malgré un tempérament combatif, les espiègleries, et participer aux jeux des enfants sans risque de mouvement d'humeur. C'est aussi pour contrebalancer sa réputation d'irascible (vis-à-vis de ses congénères) que le standard insiste sur ses bonnes dispositions envers l'espèce humaine. C'est en effet en présence d'autres chiens que l'Irish Terrier exprime son côté daredevil (« casse-cou »). Certains défenseurs de la race tentent de minimiser cet aspect de l'Irish terrier, prétendant qu'il « ne cherche pas plus la bagarre que les autres terriers, simplement, il y prend plus de plaisir. » Cette subtile distinction ne résout en rien le problème, qui se présente à chaque confrontation avec un congénère inconnu. L'Irish Terrier se montre alors à la hauteur de sa réputation, attaquant, comme le mentionne le standard, « tête la première, sans souci des conséquences ». Si les deux chiens sont de même sexe, le combat est de règle, et le plus souvent, sans préliminaires. Les mâchoires de l'Irish Terrier, associées à la surprise d'une attaque à froid, jouent le plus souvent en sa faveur. Mais s'il a le dessous lors du combat, il ne rompt pas, et supporte les conséquences de sa témérité, parfois jusqu'à la mort.
Ce trait de caractère peut assurément être considéré comme négatif, si l'on considère les conditions de vie du chien en milieu urbain. La densité de la population canine, le petit nombre de zones où les animaux peuvent être promenés sans laisse, les interactions fréquentes, autant de paramètres qui présagent d'innombrables algarades. Un siècle de sélection n'a pas amoindri le mordant de l'Irish terrier. En fait, ce trait figure dans tous les standards, est encouragé par les éleveurs, et pris en compte par les juges lors de la présentation des chiens. Le comportement de sparring fait partie des attitudes qui expriment l'allant, la vivacité, le feu de l'Irish terrier. Les sujets dominants d'une portée sont vite repérés, et si leur type physique est prometteur, rien ne sera fait pour les décourager dans leurs comportements agressifs. Les sujets esthétiquement prometteurs, mais montrant des attitudes de soumission, sont écartés des sujets dominants et encouragés à montrer plus d'allant. Laisser un jeune chien (ou une chienne), dans une portée où il (ou elle) sera harcelé(e), ne peut que compromettre ses chances en exposition, quand bien même son esthétique serait parfaite. Outre les éleveurs et les handlers qui favorisent le caractère vindicatif de l'Irish Terrier, les propriétaires ne sont pas les derniers à en tirer fierté. Cependant, aux États-Unis, où la race a été aux mains d'éleveurs de sexe féminin depuis une décennie, les amateurs masculins se plaignent d'une baisse de tempérament. Voilà peut-être un indice quant à la possibilité de socialiser l'Irish terrier, jusqu'à aujourd'hui sélectionné pour refléter les valeurs masculines traditionnelles de la culture celte.
En fait, pour un amateur ne désirant pas exposer, il est possible de réduire la susceptibilité du chien vis-à-vis de ses congénères. Mais la politique d'élevage et le jugement en exposition étant plutôt à l'opposé, il faut s'attendre, lors de l'acquisition d'un Irish terrier, à des problèmes de cohabitation qui peuvent, en milieu urbain, constituer un handicap. En élevage, le problème ne se pose pas avec autant d'acuité. la hiérarchie au chenil étant établie petit à petit, et davantage par des affrontements ritualisés. Mais les nouveaux venus doivent être introduits avec précaution. Les rencontres entre Irish terriers de sexe opposés sont généralement dénuées d'agressivité. Les saillies ne présentent pas de difficultés particulières.

##### Dressage d'obéissance
L'Irish Terrier, contrairement à d'autres races, n'a pas de prédisposition à l'obéissance. Cependant, aux États-Unis, il est couramment présenté en compétition, et, bien mené, peut aspirer aux premières places. La tendance naturelle de l'Irish Terrier est de contourner la difficulté ou de résoudre le problème à sa manière. Facilement distrait, il s'ennuie si le travail n'est pas présenté de façon attrayante. Il peut alors se buter et devenir taquin. Enfin, s'il travaille en groupe, des interférences avec les autres chiens sont à prévoir. Ces défauts sont compensés par des qualités certaines : désir de plaire, intelligence vive, intérêt pour les tâches amusantes. Un entraînement adéquat peut amener l'Irish Terrier à la compétition dans les premiers rangs. Greenbriar Fiddler, à Mrs. Griffith. remporta en 1959 l'Utility Dog Tracking, après avoir obtenu toutes les distinctions décernées par l'American Kennel Club en obéissance. Turfbreeze Barrister, à Mr Powers, se vit attribuer, en 1961, un score de 199 points et demi (sur un total possible de 200) sur une seule compétition. Un score moyen de 196,167 sur trois compétitions fut obtenu par un autre Irish Terrier, Gloccomara Gallan, à MrChilders. De nombreux autres Irish Terriers ont passé les degrés décernés par l'American Kennel Club (Utility Dog, Companion Dog, Tracking Dog), incluant des épreuves d'obéissance et de pistage. De l'avis des professionnels, l'Irish Terrier aborde les épreuves « un peu à sa façon. Il ne prête pas beaucoup d'attention à la manière dont il s'assoit, il change d'allure et dévie parfois. Mais les spectateurs adorent le regarder, et c'est le chien le plus heureux de travailler que l'on puisse voir en obéissance ».

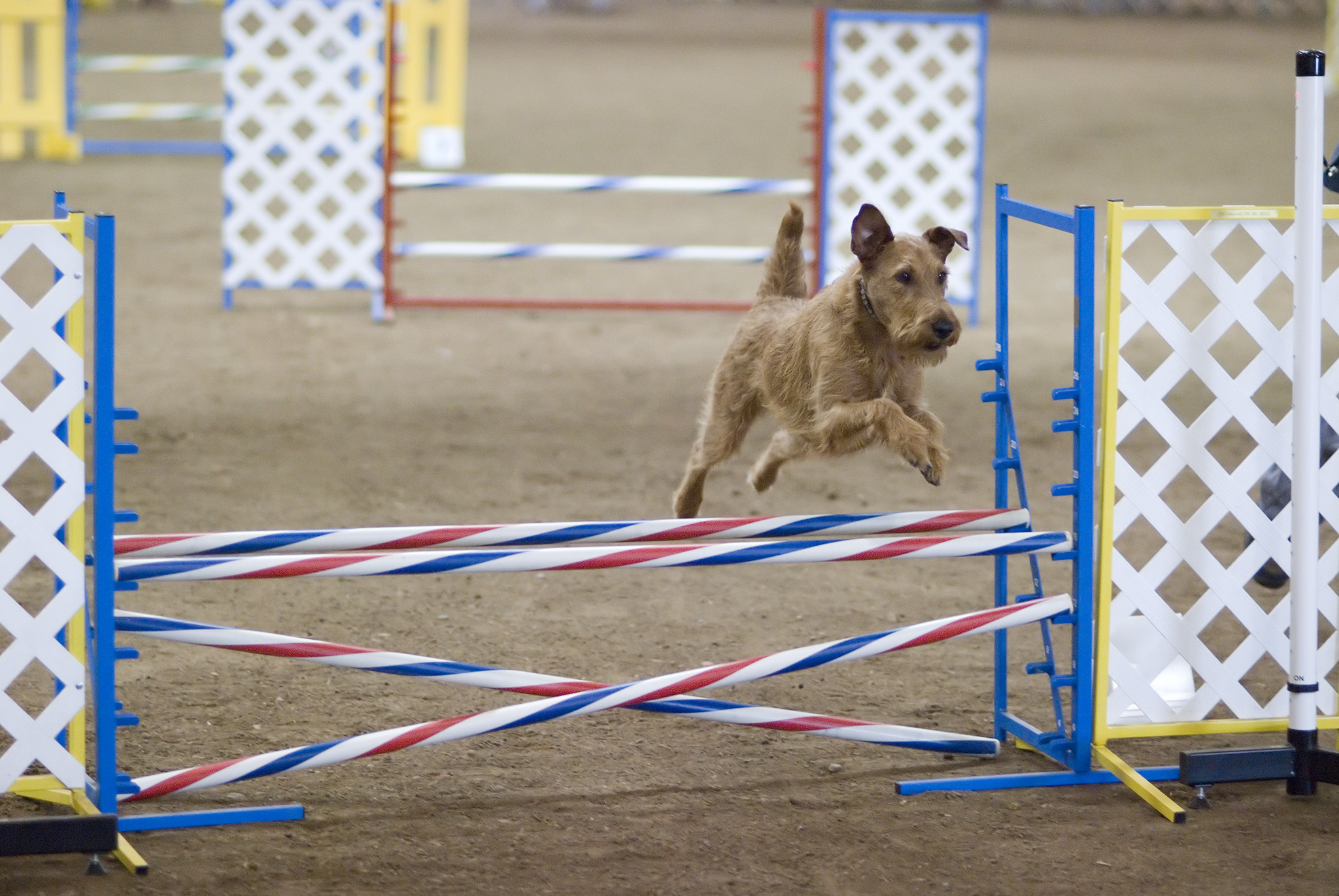
Irish Terrier en concours d'agilité.

#### Qualités d'élevage

##### Besoins d'entretien
L'Irish Terrier, race médioligne, de format moyen, n'a pas d'exigence spéciale concernant l'alimentation. Les contraintes particulières de la race tiennent à l'exercice et à l'entretien du pelage. Pour avoir un Irish Terrier au mieux de sa condition, et psychologiquement conforme au standard, il est nécessaire de lui donner un ébat quotidien, au minimum d'une demi-heure. Un chien promené en laisse, ou laissé à lui-même dans un espace clos ne reçoit ni l'exercice. ni la stimulation, qui sont la source de l'allant dont il doit faire preuve. Le toilettage doit être commencé à trois mois, par un simple brossage sur le chiot positionné sur la table de toilettage. Trois à quatre minutes suffisent au début, le but étant seulement d'habituer le chien à la manipulation, qui doit être répété au moins une fois par semaine. À mesure que le pelage se constitue, il doit être débarrassé des poils morts, à la brosse si le poil est très rude, au peigne s'il est plus doux. Le chien doit être épilé au printemps, et de nouveau en automne, cette méthode étant la seule à conserver sa texture au poil. L'emploi de ciseaux, de même que les bains, sont déconseillés.

##### Longévité, prolificité
La race n'a pas de problème particulier concernant la reproduction. Une étude réalisée en Angleterre, sur 125 portées, donne les chiffres suivants : mise-bas entre quatorze mois et huit ans, six chiots vivants par portée en moyenne, mortalité périnatale très faible. La race ne présente pas d'affection particulière diminuant son espérance de vie, la longévité se situant autour de douze ans.

#### Soins aux chiots
Outre les soins classiques, les chiots Irish Terriers nécessitent une coupe de queue, et parfois une correction d'oreilles.

##### Coupe de queue
Elle est effectuée sur les chiots âgés de quatre à cinq jours. Il est recommandé de laisser les trois-quarts du fouet, une queue légèrement trop longue pouvant toujours être retaillée si nécessaire. Au Royaume-Uni, la caudectomie est interdite depuis le 6 avril 2007.

##### Défauts de port d'oreilles
Il y a souvent quelques difficultés a amener l'oreille d'un jeune Irish Terrier à une position convenable. Très importante dans l'expression du chien, la façon dont l'oreille est pliée et dont son extrémité retombe sur la joue est un point de jugement essentiel. L'oreille « morte », pendant bas comme celle d'un chien de chasse, les oreilles ayant un pli inverse, qui éloigne la pointe de l'oreille vers la tempe, et les oreilles cassées trop près de leur extrémité, semi-dressées, sont les trois principaux défauts que mentionnent les standards. Sévèrement pénalisés, ces défauts sont à détecter très tôt, si l'on veut tenter une correction.

##### Méthodes de correction du port d'oreilles
Quel que soit le défaut, on corrige de la manière suivante : on encolle l'extrémité de l'oreille et on rapplique sur le front temporairement pour inciter la musculature à conserver la position désirée. Les colles à tissu sont indiquées pour cet usage. Une fois repérée la position idéale de l'oreille, on applique en regard de son extrémité une petite quantité de colle. L'oreille, dont l'extrémité est appliquée sur la zone encollée, est maintenue en position durant une dizaine de minutes. La vivacité des chiots contraint souvent à répéter l'opération de temps à autre, en s'assurant toujours que l'on encolle bien sur le poil et non sur la peau. Si celle-ci est dénudée par les applications de colle successives, il faut impérativement attendre la repousse du poil pour procéder à un nouvel encollage. Le même résultat peut être obtenu en utilisant une bande adhésive, passant autour de la tête et sous la mâchoire, et prenant l'extrémité des deux oreilles ramenées en position idéale. Il est également possible d'associer les deux méthodes. Le moment idéal pour ces corrections se situe entre trois et cinq mois. Des oreilles parfaites peuvent se détériorer au moment de la poussée des dents définitives, nécessitant une intervention plus tardive.

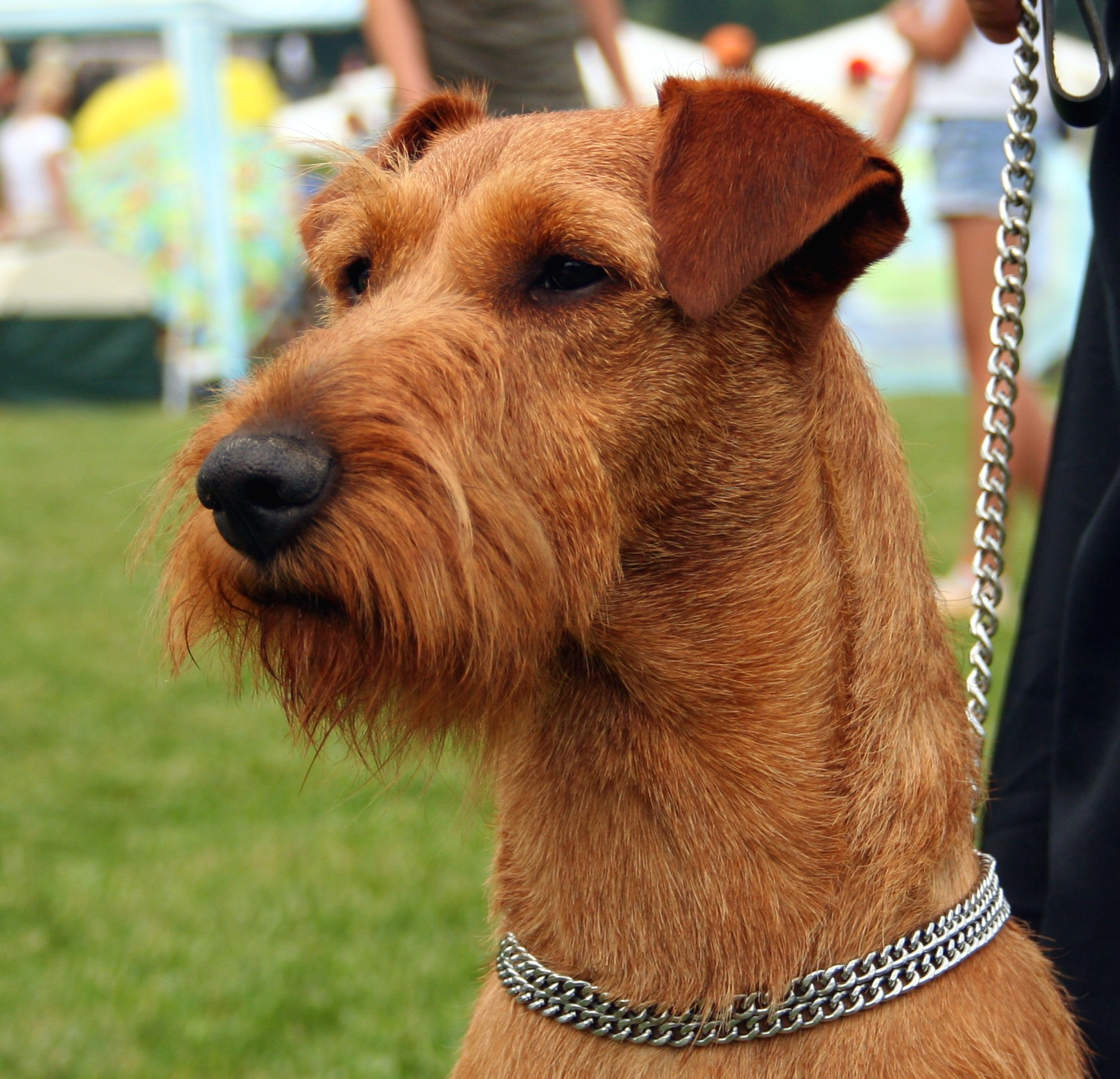
Irish Terrier.

#### Problèmes particuliers

##### Craquelures des coussinets
Toujours mentionnées au standard, les craquelures des coussinets ont été, dès les premières années de sélection, un problème pour les éleveurs d'Irish Terriers. L'Irish Terrier Association désigna en 1921 un comité chargé d'étudier l'affection et les modalités de son éradication. Une résolution fut passée, interdisant la remise de prix aux chiens atteints de l'affection. Des certificats, délivrés aux chiens indemnes et joints à leurs pedigrees, devinrent nécessaires pour concourir et se livrer à l'élevage. Ces mesures entraînèrent une diminution rapide de la maladie, très rare aujourd'hui.
L'affection, apparaissant vers le huitième mois, associe une hyperkératose des coussinets et une croissance exagérée des ongles. Le coussinet, d'abord craquelé, se fissure et se crevasse, tandis qu'apparaissent des excroissances cornées. Les ongles, poussant sans incurvation, s'éloignent du doigt sans s'user, et compliquent le tableau, occasionnant boiteries et positions vicieuses du pied,. Une carence, due à une mauvaise utilisation du zinc présent dans la ration, semble être à la base de l'affection. Son éradication rapide laisse supposer un support génétique. Décrite chez le malamute de l'Alaska et le dogue allemand, la carence en zinc associe des troubles de croissance et des manifestations d'hyperkératose. Un apport en zinc de 50 ppm (dans une ration à 1,1 % de calcium) semble suffisant pour prévenir l'affection. La mise à l'écart de la reproduction des sujets atteints est toujours de règle.

##### Résurgence du type primitif
Souvent signalée par les éleveurs,, l'apparition dans une portée d'Irish Terriers d'un individu reproduisant le type du début du siècle est une curiosité, pas une rareté. Le chien présente alors un museau effilé, un crâne pointu, tout à fait indésirables aujourd'hui. La résurgence de ce type primitif est souvent associée à la réapparition sur le pelage de marques sombres, autour des yeux, sur les épaules et la ligne du dos, qu'il ne faut pas confondre avec le poil sombre des chiots, normal entre quatre et huit semaines, et qui disparait avant l'âge adulte.

### Effectifs et avenir de la race

#### Effectifs

##### Royaume-Uni
Le nombre de membres de l'ITA, en 1988, atteignait presque 200, témoignant d'un intérêt retrouvé pour l'Irish Terrier, dans son pays d'origine. Cependant, la dépression des années 1930-1940 n'a jamais vraiment été surmontée, et l'exportation d'un grand nombre de chiens de valeur vers les États-Unis, qui continue de nos jours, handicape lourdement la race. De 1978 à 1988, le Kennel Club a enregistré 1633 naissances d'Irish Terriers, avec un pic à 184 en 1985, et un plateau à 135 pour les trois dernières années. 15 à 25 % des chiots sont exportés chaque année. Les élevages sont en grande majorité amateurs, et l'activité d'exposition reste stationnaire. La spéciale de Cheltenham, qui se tient tous les ans au mois de juin, et ne regroupe que des Irish Terriers, voit le nombre de ses participants augmenter lentement (64 chiens en 1979, 77 en 1987, 82 en 1989). Géographiquement, la race est surtout représentée dans le sud-est de l'Angleterre (Essex, Sussex, Dorset, Suffolk) et en Irlande du Nord (affixes Espérons, Ben's Heir), où elle reste très populaire. Il est difficile de déterminer le nombre exact d'Irish terriers vivant actuellement au Royaume-Uni, mais une hypothèse plausible, compte tenu des déclarations de naissance et des exportations, situe la population totale entre 1 700 et 2 000 individus.

##### République d'Irlande
Le berceau de la race n'est plus la vraie patrie de l'Irish Terrier. La réglementation restreignant la chasse au renard et au blaireau, l'urbanisation de la population, le départ massif des meilleurs sujets, ont réduit l'élevage à un seul affixe réellement actif (Teltown, couvrant les deux élevages des frères Sweeney). Au total, la république d'Irlande produit aujourd'hui cinquante chiots par an (chiffres de l'Irish Kennel Club, moyenne des cinq dernières années). Près de 50 % sont exportés (vers les États-Unis, mais surtout vers la RFA et l'Italie). La population est, là aussi, difficile à évaluer, mais compte tenu des exportations, une évaluation de 700 individus semble raisonnable.

##### Amérique du Nord
De 1978 à 1988. l'American Kennel Club a enregistré un total de 2 943 naissances d'Irish Terriers, avec un pic à 316 pour l'année 1979. Le chiffre de 1988 (248 naissances), comparé aux 10 872 déclarations de Cocker Spanlel pour la même année, relègue l'Irish terrier au rang de race confidentielle. Si l'on tient compte d'un flot régulier d'importation (en moyenne une soixantaine de sujets par an), la population s'établit vraisemblablement entre 5 000 et 6 000 sujets. Le nord-est des États-Unis reste le foyer actif de la race (affixes Kilvara, BIamey. Siemish, Ahtram). Mais on trouve des élevages reconnus sur la côte ouest, en Californie (affixes Begora, Mullaghboy) et aussi au Texas, en Louisiane, et dans les deux Caroline. Le Canada est également un producteur d'Irish Terriers non négligeable. L'Irish Terrier Association of Canada recensait 60 naissances en 1988, dont la moitié localisée en Ontario.

##### Autres pays
Hormis les Îles Britanniques, l'Irish Terrier est bien représenté en Europe dans les pays suivants : République fédérale d'Allemagne, Suisse, Hollande. Ces trois pays sont producteurs (en 1988, 24 naissances en RFA, 19 en Suisse, 27 en Hollande) et exportateurs. Plus récemment, l'Irish Terrier semble avoir conquis l'Italie, la Finlande, et la Suède (importateurs). Mais la présence de la race dans ces pays est, pour le moment, anecdotique. Tout comme en France, d'ailleurs, où l'Irish Terrier reste confidentiel, avec 35 chiens (dont neuf importations) immatriculés, sur une période allant de 1982 à 1986. La race n'a connu qu'un seul affixe professionnel, le Devil Rosso de M.Bertoncelli, actif au début des années 1980, et aujourd'hui disparu. Hors de l'Europe, l'Irish Terrier est bien installé en Australie et en Nouvelle-Zélande, et s'est implanté en Afrique du Sud. L'Australie reçut son premier sujet (originaire d'Angleterre) en 1880. En 1930, le Royal Easter Show de Sydney voyait concourir 77 Irish Terriers. En 1979, 15 Irish Terriers participaient à cette même compétition. L'Afrique du Sud a connu les mêmes fluctuations et la même stagnation récente, avec une population d'Irish Terriers principalement constituée d'importations britanniques et irlandais. Le Transvaal Terrier Championship Show rassemblait en 1966 pas moins de 48 chiens. En 1988, neuf Irish Terriers étaient inscrits à ce même concours.

#### Avenir

##### Type physique
La prospective concernant révolution du type physique est possible. On peut au moins discerner deux grands profils qui se dessinent dans les deux principaux lieux de sélection : Amérique du Nord et Grande-Bretagne. À partir de l'idéal médioligne, divergent deux conceptions, l'une « bréviligne », l'autre « longiligne » de la race. La première privilégie un chien solide et bien planté, assez près du sol, et en tout cas puissant. La seconde présente une version sophistiquée de l'Irish terrier, haut sur pattes, tête fine sur un cou long, apparence encore rehaussée par un toilettage parfois trop apprêté (fig 25a et 25b). Il est certain que cette version, qui résulte d'une interprétation du standard, éloigne radicalement le chien de ses origines. Des traits physiques caractéristiques, mais décrits de façon ambiguë par le standard, sont modifiés, et la silhouette de l'Irish Terrier en devient presque méconnaissable. Le toilettage et la présentation en exposition sont envisagés de manière différentes selon l'option « bréviligne » ou « longiligne ». Les tenants d'un chien ramassé (pour simplifier, les éleveurs d'Amérique du Nord), défendent une présentation très simple, le chien entièrement épilé, se présentant sans artifices, sa silhouette non modifiée par les retouches du toilettage. Les éleveurs de Grande-Bretagne (et de la côte ouest des États-Unis), qui présentent leurs Irish terriers en exposition après un toilettage minutieux, l'utilisent souvent pour accentuer la silhouette d'une manière non conforme au standard. La tête est allongée par une barbe et des moustaches tirées vers l'avant. La poitrine, le dos, les pattes, sont « corrigées » grâce à des artifices de toilettage. La taille, bien que définie clairement, reste très variable. Les trois standards en font un paramètre relatif, à mettre en balance avec les autres qualités de l'animal. Des sujets au-dessus du standard, mais ayant d'autres traits en proportion (long cou, tête allongée, dos long) sont alors considérés conformes au standard. De tels sujets sont couramment récompensés en exposition, là où le faible nombre de compétiteurs pousse les juges à l'indulgence. C'est sans doute une erreur, alors que la race semble se reconstituer lentement, et que sa réputation et son image restent à refaire, d'encourager l'apparition d'un type fautif et sans caractère. C'est pourquoi, malgré les requêtes incessantes des amateurs de la race, aucun des trois standards n'a été relevé quant à la taille et au poids.
Les responsables de la race, aussi bien en Europe qu'en Amérique du Nord, préfèrent garder une limite officielle, qui. bien que dépassée, rappelle à la modération les amateurs de terriers « longilignes ». Ils se réservent ainsi le droit de devenir conservateurs, au cas où la prépondérance des sujets « longilignes » mettrait en péril l'avenir de la race.
Enfin, l'Irish Terrier a dû faire face, dans son pays d'origine, à l'interdiction de la coupe de queue. Les amateurs de la race, héritiers de ceux-là mêmes qui promulguèrent l'anti-cropping law, n'ont pas été les moins acharnés à lutter contre l'interdiction du docking. Si la coupe de queue n'est pas rangée officiellement parmi les actes de cruauté envers l'animal, elle entre, selon ses contempteurs, dans la catégorie des « opérations esthétiques », qui, sauf nécessité absolue, sont interdites par le Kennel Club. Depuis le 6 avril 2007, la pratique est interdite, pour toutes les races, sur le territoire du Royaume-Uni.

##### Expansion
L'Irish Terrier est aujourd'hui une race fragile. Le succès qu'il a connu par le passé parle en sa faveur. Ses qualités sont indiscutables, et excepté sa fougue (qui, on l'a vu, peut être domptée), il est un excellent chien de compagnie. Adaptable, très tolérant vis-à-vis des enfants, de bonne garde, d'entretien relativement aisé. il peut séduire par son originalité (robe rouge), son format, et sa rareté actuelle. L’Irish Terrier reste cependant un chien confidentiel, du moins en Europe, et, en grande partie, de la volonté même de ses défenseurs.
Les éleveurs anglais considèrent que la race est actuellement contrainte, du fait du petit nombre d'individus au-dessus du lot, à une relative discrétion. La fuite incessante des meilleurs sujets vers les États-Unis, sans espoir de retour (même pour une saillie, quarantaine oblige) limite les possibilités réelles d'amélioration de la race dans son pays d'origine. Sélectionnés de façon très consanguine dès les débuts de l'élevage, élevés majoritairement par des amateurs dévoués, mais souvent incertains, les Irish Terriers anglais manquent de l'émulation nécessaire. Les expositions ne rassemblent pas assez d'individus pour pénaliser sévèrement les défauts ponctuels, ou même les individus totalement fautifs, sans décourager les bonnes volontés. Les amateurs de la race tiennent d'ailleurs à cette confidentialité. S'estimant privilégiés, et constituant un groupe restreint et très soudé, ils se soucient peu de voir la race devenir populaire, et l'Irish Terrier commun. Autant de points qui semblent indiquer pour le futur une stagnation dans les effectifs, et peut-être une baisse dans la qualité des sujets anglais.
En Amérique du Nord, la situation semble très différente. Les effectifs plus nombreux, les échanges plus fréquents, les perspectives plus larges, rendent les amateurs plus optimistes quant à l'avenir de l'Irish Terrier. Pénalisant plus sévèrement les erreurs, dans un contexte d'exposition plus stimulant, les juges encouragent, pour la plupart, un type proche du standard. Le professionnalisme des éleveurs et le dynamisme des responsables de la race sont les meilleurs atouts de la race aux États-Unis et au Canada. L'attitude générale vis-à-vis de l'animal de compagnie, essentiellement destiné à rester à la maison, et très rarement en contact avec des congénères, élimine le point négatif constitué par le tempérament de la race. Encore localisé dans son extension géographique américaine, l'Irish Terrier a des perspectives assez larges dans son pays d'adoption. et l'on ne peut envisager de succès international pour la race sans l'intervention de reproducteurs américains.

## Conclusion
L'Irish Terrier a subi, depuis le début du XXe siècle, une évolution typique.
À partir d'un type rustique et utilitaire, la race a été stabilisée, puis sélectionnée sur des critères esthétiques. La paysannerie irlandaise, utilisatrice pragmatique de la race, a cédé le pas aux cynophiles anglais du début du XXe siècle, et l'Irish Terrier s'est progressivement détaché de ses origines. Symboliquement, l'abolition de la coupe d'oreilles, dont l'Irish Terrier fut le premier bénéficiaire, marque le passage du chien d'utilité au chien d'agrément.
Très tôt dans l'histoire de l'Irish Terrier, la race s'est scindée en deux blocs géographiques : le Royaume-Uni et l'Amérique du Nord. Suivant l'immigration irlandaise, la race, pour s'installer aux États-Unis et au Canada, a eu recours à des importations massives, privant le berceau de la race de ses meilleurs sujets.
Après les années fastes du début du siècle, la race et les associations qui l'encadrent ont traversé une longue période de désaffection.
L'Irish Terrier a pourtant des atouts qui peuvent séduire. C'est un excellent chien de compagnie, original, de format moyen, robuste et d'entretien relativement aisé. Cependant, sa susceptibilité vis-à-vis de ses congénères peut être un handicap en milieu urbain.
Aujourd'hui, la race reste scindée géographiquement. Les faibles effectifs européens, leur qualité moyenne, et l'isolement des sujets du Royaume-Uni pourraient être à l'origine d'une dérive du type physique de l'Irish Terrier. Le groupe nord-américain, plus nombreux, plus fidèle au standard, et sélectionné dans une ambiance de compétition plus stimulante, semble plus à même de soutenirr l'avenir de la race.

## Galerie de photos

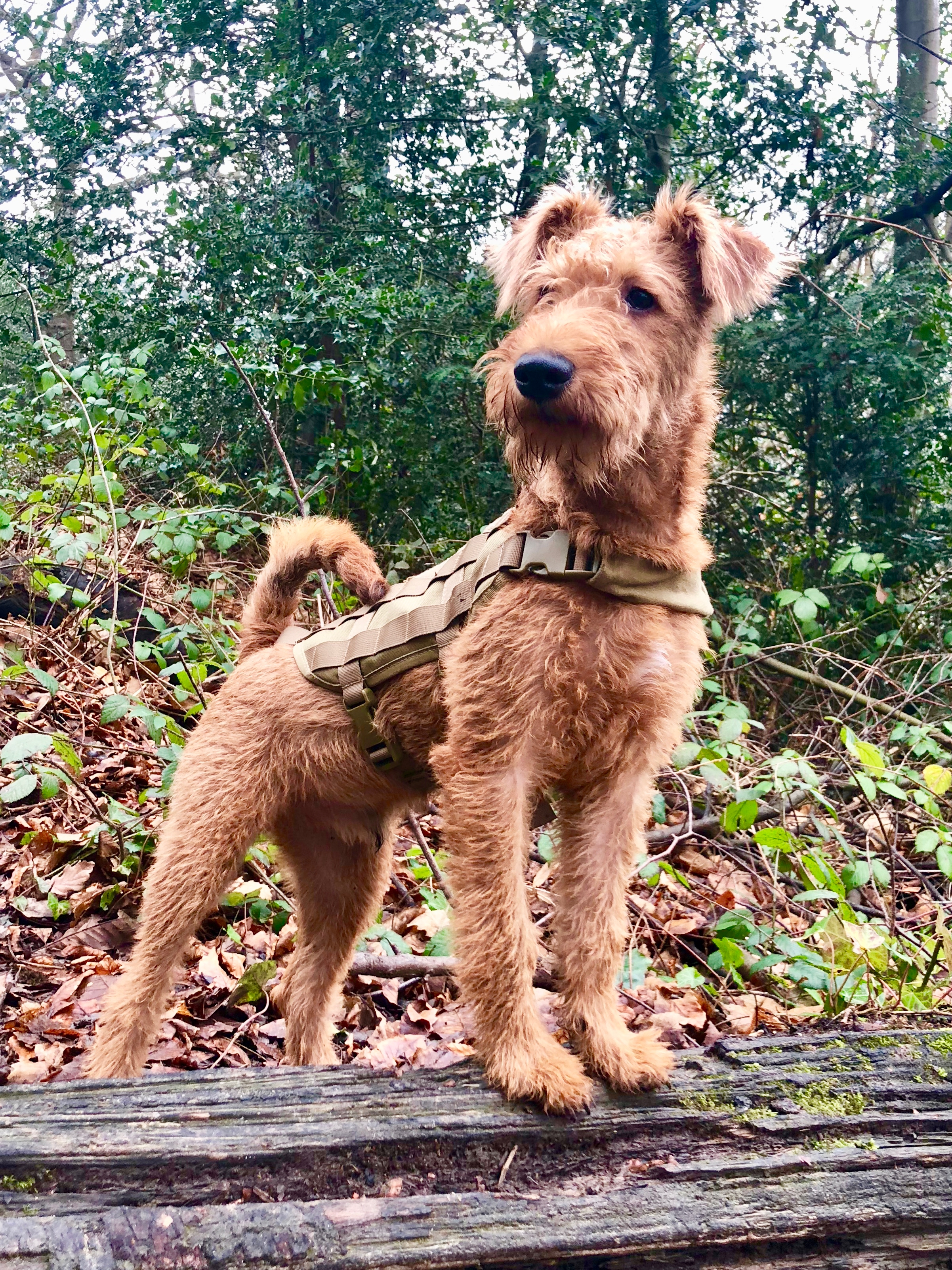
Terrier irlandais.
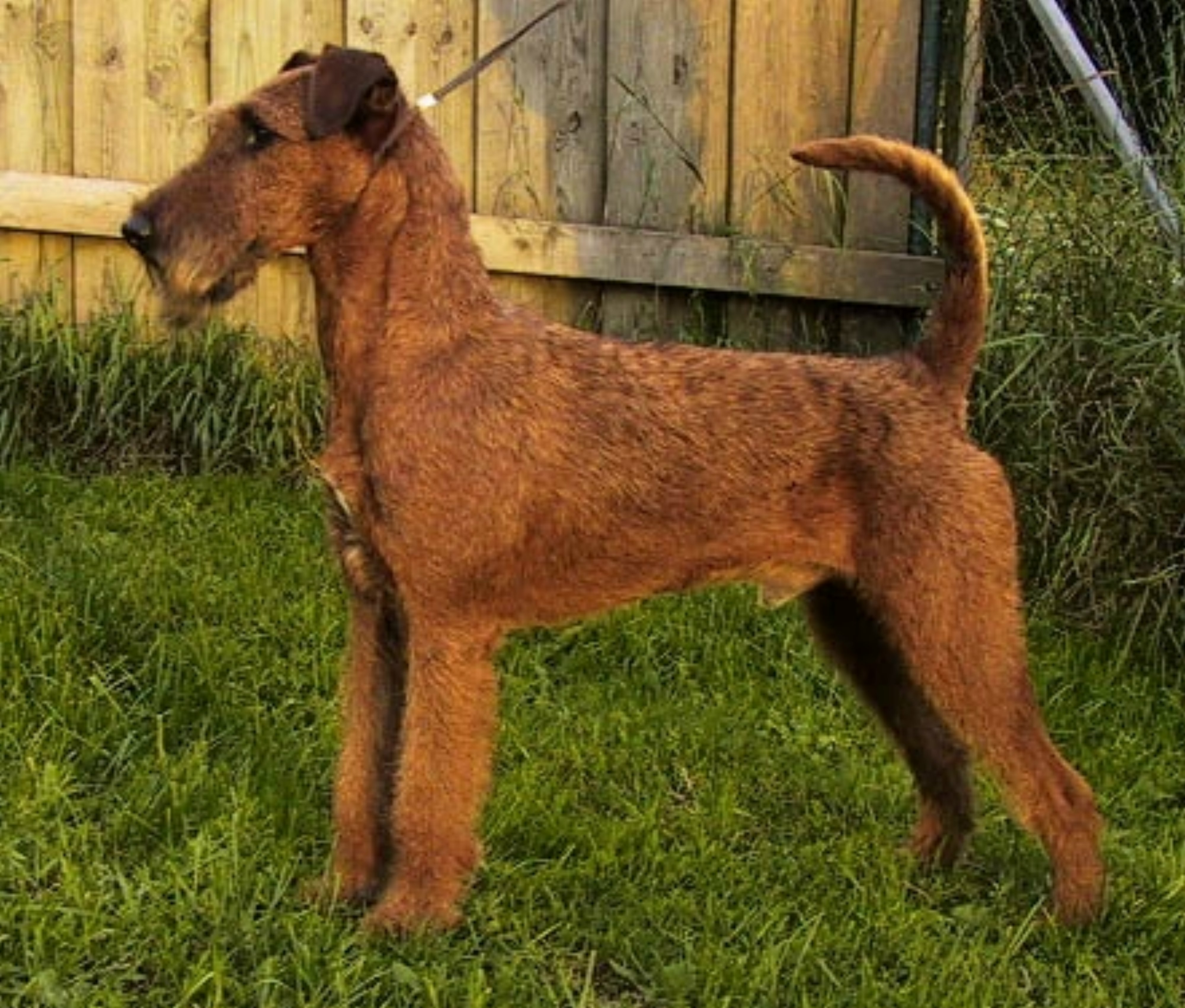
Terrier irlandais.
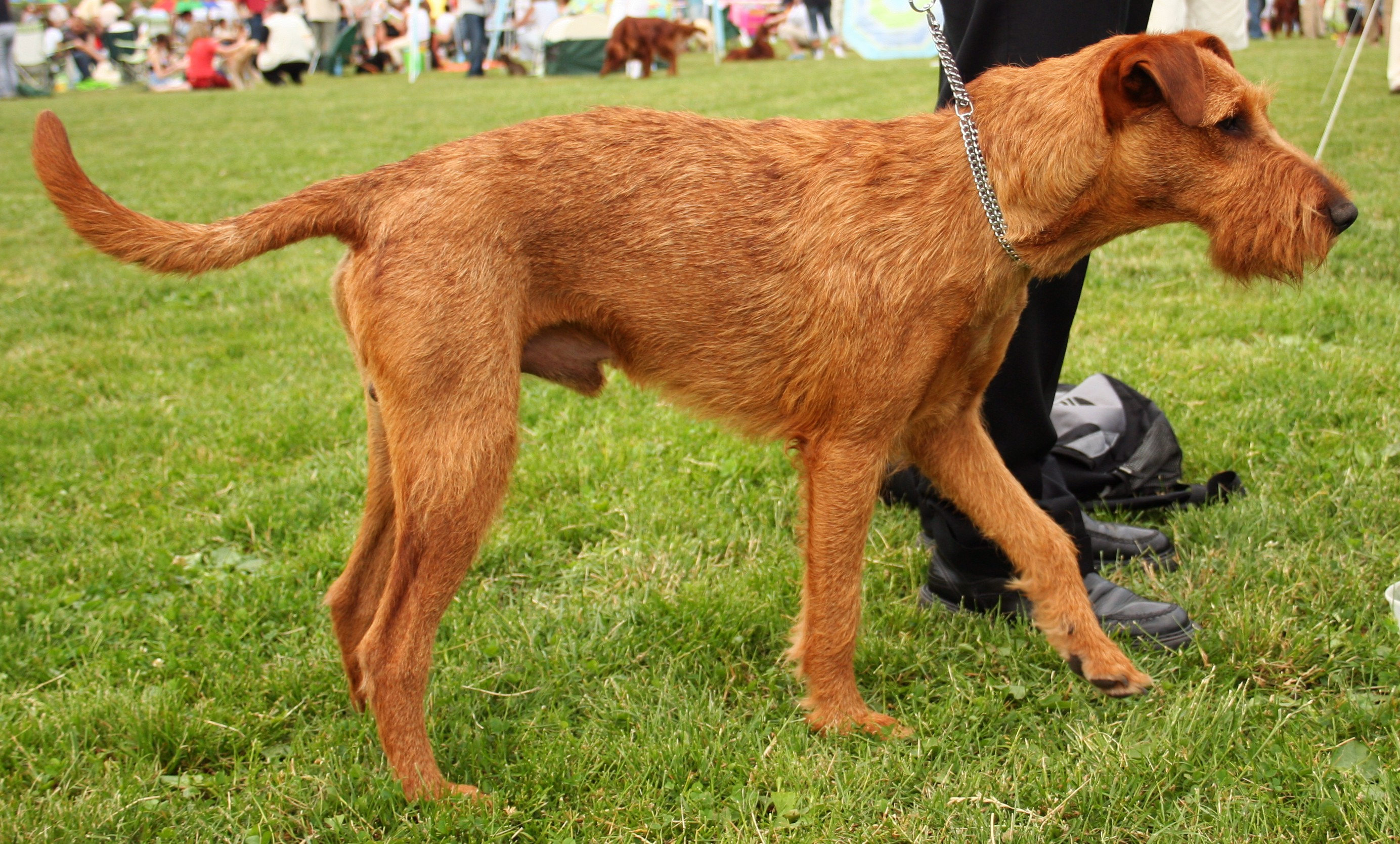
Terrier irlandais.
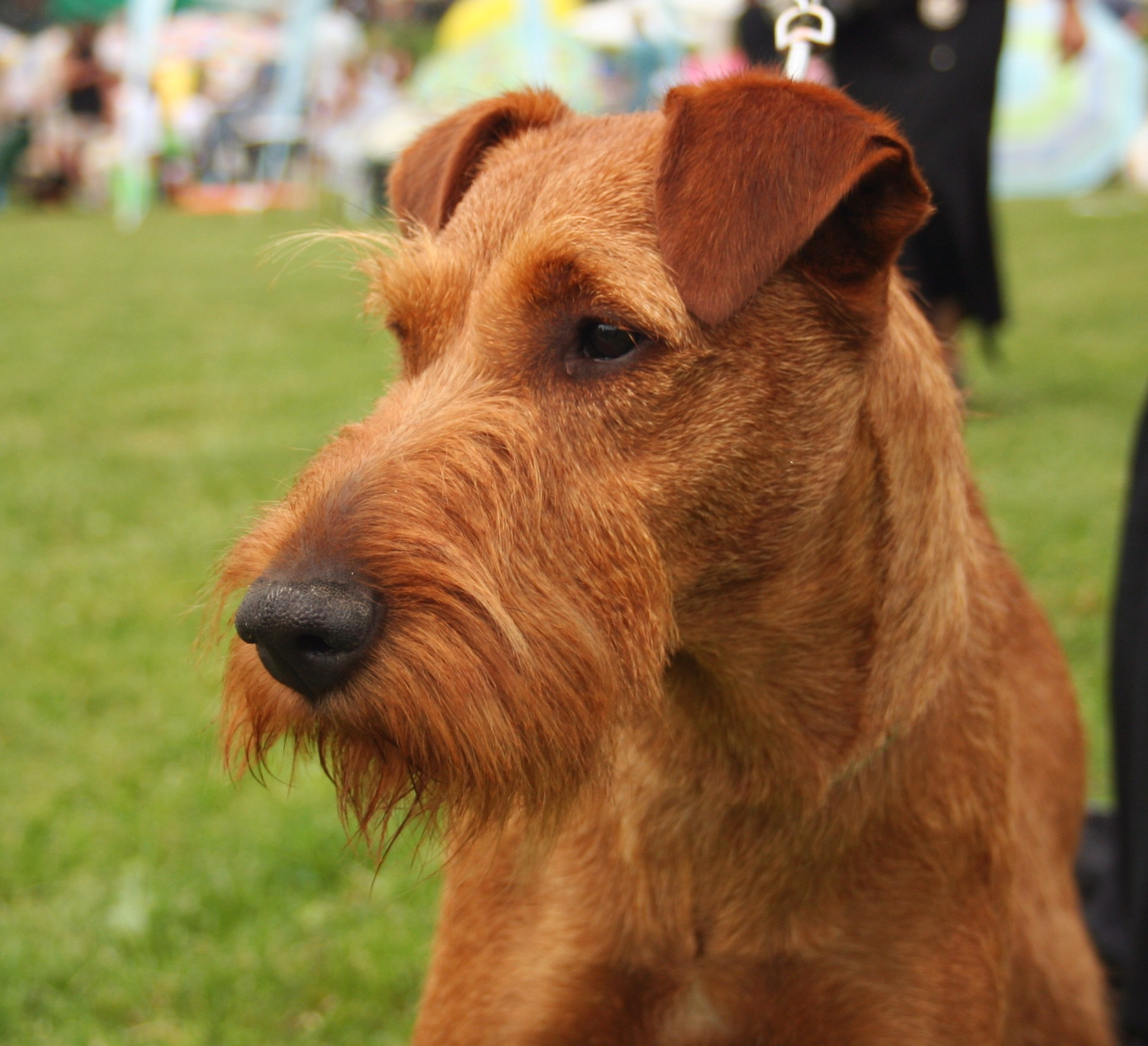
Terrier irlandais.
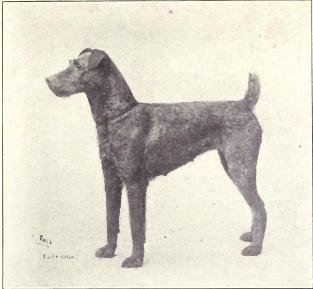
Terrier irlandais vers 1915.
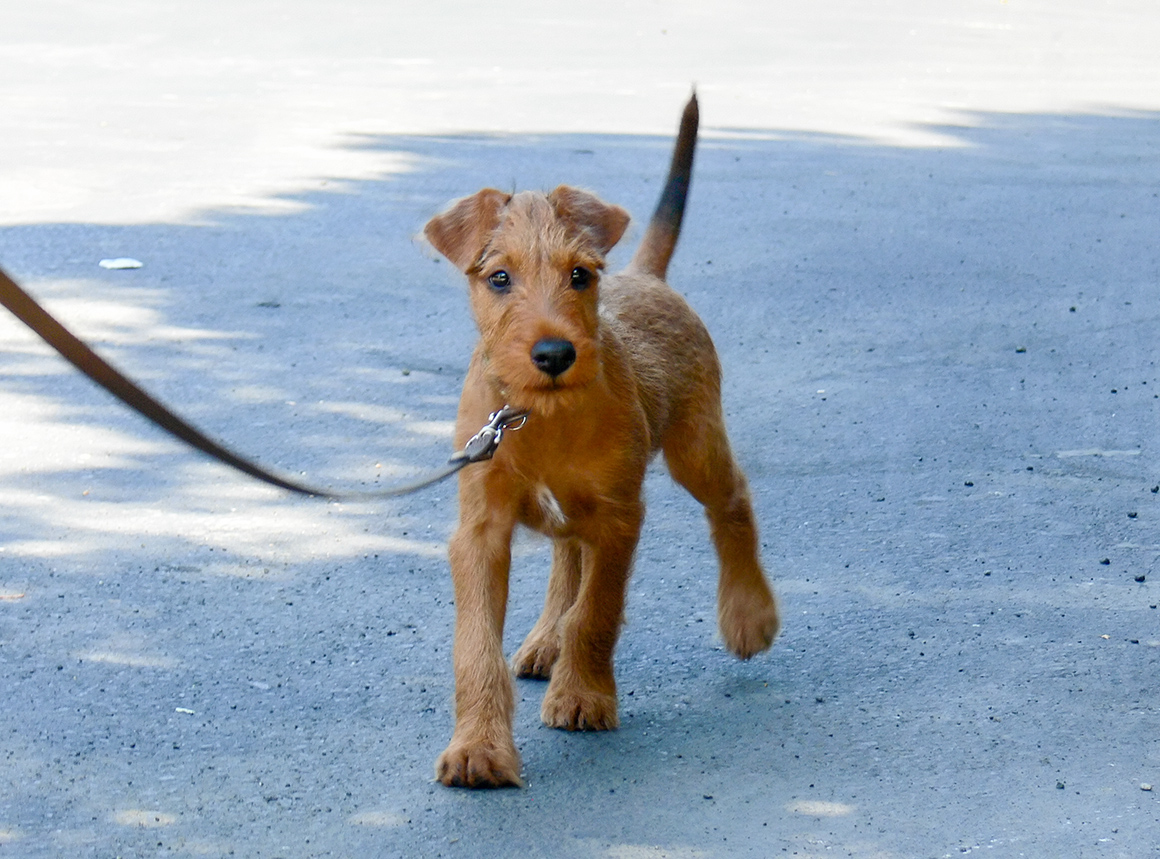
Jeune Terrier irlandais.